# Singly na prvním místě v roce 1989 (USA)
Jedničky americké hitparády Hot 100 za rok 1989 podle časopisu Billboard.
| Datum vydání | Skladba                      | Interpret             |
| 7. leden     | Every Rose Has Its Thorn     | Poison                |
| 14. leden    | My Prerogative               | Bobby Brown           |
| 21. leden    | Two Hearts                   | Phil Collins          |
| 28. leden    | Two Hearts                   | Phil Collins          |
| 4. únor      | When I'm with You            | Sheriff               |
| 11. únor     | Straight Up                  | Paula Abdul           |
| 18. únor     | Straight Up                  | Paula Abdul           |
| 25. únor     | Straight Up                  | Paula Abdul           |
| 4. březen    | Lost in Your Eyes            | Debbie Gibson         |
| 11. březen   | Lost in Your Eyes            | Debbie Gibson         |
| 18. březen   | Lost in Your Eyes            | Debbie Gibson         |
| 25. březen   | The Living Years             | Mike & The Mechanics  |
| 1. duben     | Eternal Flame                | The Bangles           |
| 8. duben     | The Look                     | Roxette               |
| 15. duben    | She Drives Me Crazy          | Fine Young Cannibals  |
| 22. duben    | Like a Prayer                | Madonna               |
| 29. duben    | Like a Prayer                | Madonna               |
| 6. květen    | Like a Prayer                | Madonna               |
| 13. květen   | I'll Be There for You        | Bon Jovi              |
| 20. květen   | Forever Your Girl            | Paula Abdul           |
| 27. květen   | Forever Your Girl            | Paula Abdul           |
| 3. červen    | Rock On                      | Michael Damian        |
| 10. červen   | Wind Beneath My Wings        | Bette Midler          |
| 17. červen   | I'll Be Loving You (Forever) | New Kids on the Block |
| 24. červen   | Satisfied                    | Richard Marx          |
| 1. červenec  | Baby Don't Forget My Number  | Milli Vanilli         |
| 8. červenec  | Good Thing                   | Fine Young Cannibals  |
| 15. červenec | If You Don't Know Me By Now  | Simply Red            |
| 22. červenec | Toy Soldiers                 | Martika               |
| 29. červenec | Toy Soldiers                 | Martika               |
| 5. srpen     | Batdance                     | Prince                |
| 12. srpen    | Right Here Waiting           | Richard Marx          |
| 19. srpen    | Right Here Waiting           | Richard Marx          |
| 26. srpen    | Right Here Waiting           | Richard Marx          |
| 2. září      | Cold Hearted                 | Paula Abdul           |
| 9. září      | Hangin' Tough                | New Kids on the Block |
| 16. září     | Don't Wanna Lose You         | Gloria Estefan        |
| 23. září     | Girl I'm Gonna Miss You      | Milli Vanilli         |
| 30. září     | Girl I'm Gonna Miss You      | Milli Vanilli         |
| 7. říjen     | Miss You Much                | Janet Jacksonová      |
| 14. říjen    | Miss You Much                | Janet Jacksonová      |
| 21. říjen    | Miss You Much                | Janet Jacksonová      |
| 28. říjen    | Miss You Much                | Janet Jacksonová      |
| 4. listopad  | Listen to Your Heart         | Roxette               |
| 11. listopad | When I See You Smile         | Bad English           |
| 18. listopad | When I See You Smile         | Bad English           |
| 25. listopad | Blame It on the Rain         | Milli Vanilli         |
| 2. prosinec  | Blame It on the Rain         | Milli Vanilli         |
| 9. prosinec  | We Didn't Start the Fire     | Billy Joel            |
| 16. prosinec | We Didn't Start the Fire     | Billy Joel            |
| 23. prosinec | Another Day in Paradise      | Phil Collins          |
| 30. prosinec | Another Day in Paradise      | Phil Collins          |